# Eschborn-Frankfurt 2022
Eschborn-Frankfurt 2022 var den 59. udgave af det tyske cykelløb Eschborn-Frankfurt. Det blev kørt den 1. maj 2022 med start i Eschborn og mål i Frankfurt am Main. Løbet var en del af UCI World Tour 2022. Løbet blev vundet af irske Sam Bennett fra Bora-Hansgrohe.

## Resultater
| \| Samlede stilling \| Samlede stilling \| Samlede stilling \| Samlede stilling \| Samlede stilling \| \| Rytter \| Rytter \| Hold \| Tid \| \| \| ---------------- \| ------------------ \| ---------------------------------- \| ---------------- \| ---------------- \| \| 1. \| Sam Bennett \| Bora-Hansgrohe \| 4t 27' 52" \| \| \| 2. \| Fernando Gaviria \| UAE Team Emirates \| + 0" \| \| \| 3. \| Alexander Kristoff \| Intermarché-Wanty-Gobert Matériaux \| + 0" \| \| \| 4. \| Phil Bauhaus \| Bahrain Victorious \| + 0" \| \| \| 5. \| Danny van Poppel \| Bora-Hansgrohe \| + 0" \| \| \| 6. \| Edward Theuns \| Trek-Segafredo \| + 0" \| \| \| 7. \| Arnaud De Lie \| Lotto-Soudal \| + 0" \| \| \| 8. \| Simone Consonni \| Cofidis \| + 0" \| \| \| 9. \| Piet Allegaert \| Cofidis \| + 0" \| \| \| 10. \| Lorrenzo Manzin \| TotalEnergies \| + 0" \| \| |                    |                                    |            |
| |                    |                                    |            |
| Kilder: ProCyclingStats Cycling Quotient Cycling Archives |                    |                                    |            |
| Samlede stilling |                    |                                    |            |
| Rytter | Rytter             | Hold                               | Tid        |
| 1. | Sam Bennett        | Bora-Hansgrohe                     | 4t 27' 52" |
| 2. | Fernando Gaviria   | UAE Team Emirates                  | + 0"       |
| 3. | Alexander Kristoff | Intermarché-Wanty-Gobert Matériaux | + 0"       |
| 4. | Phil Bauhaus       | Bahrain Victorious                 | + 0"       |
| 5. | Danny van Poppel   | Bora-Hansgrohe                     | + 0"       |
| 6. | Edward Theuns      | Trek-Segafredo                     | + 0"       |
| 7. | Arnaud De Lie      | Lotto-Soudal                       | + 0"       |
| 8. | Simone Consonni    | Cofidis                            | + 0"       |
| 9. | Piet Allegaert     | Cofidis                            | + 0"       |
| 10. | Lorrenzo Manzin    | TotalEnergies                      | + 0"       |

## Hold og ryttere
| UCI WorldTeams (11)- AG2R Citroën Team - Bahrain Victorious - Bora-Hansgrohe - Cofidis - EF Education-EasyPost - Intermarché-Wanty-Gobert Matériaux - Israel-Premier Tech - Lotto-Soudal - Team DSM - Trek-Segafredo - UAE Team Emirates UCI ProTeams (8)- Alpecin-Fenix - Arkéa-Samsic - B&B Hotels-KTM - Bingoal Pauwels Sauces WB - Burgos-BH - Sport Vlaanderen-Baloise - TotalEnergies - Uno-X Pro Cycling Team |
| |

### Danske ryttere
| Danske ryttere på startlisten |                    |                        |           |
| Rygnummer                     | Rytter             | Hold                   | Placering |
| 17                            | Frederik Rodenberg | Team DSM               | DNF       |
| 81                            | Niklas Larsen      | Uno-X Pro Cycling Team | 56        |
| 83                            | Morten Hulgaard    | Uno-X Pro Cycling Team | 70        |
| 86                            | Jonas Gregaard     | Uno-X Pro Cycling Team | 73        |

* DNF = gennemførte ikke

### Startliste
| Alpecin-Fenix AFC | Alpecin-Fenix AFC              | Alpecin-Fenix AFC |
| ----------------- | ------------------------------ | ----------------- |
| Nr.               | Rytter                         | Placering         |
| 1                 | Jasper Philipsen (BEL)         | 11.               |
| 2                 | Silvan Dillier (SUI)           | 67.               |
| 3                 | Kristian Sbaragli (ITA)        | 25.               |
| 4                 | Robert Stannard (AUS)          | 33.               |
| 5                 | Lionel Taminiaux (BEL)         | 109.              |
| 6                 | Guillaume Van Keirsbulck (BEL) | DNF               |
| 7                 | Julien Vermote (BEL)           | 108.              |

| Team DSM DSM | Team DSM DSM             | Team DSM DSM |
| ------------ | ------------------------ | ------------ |
| Nr.          | Rytter                   | Placering    |
| 11           | Marius Mayrhofer (GER)   | 83.          |
| 12           | John Degenkolb (GER)     | 22.          |
| 13           | Cees Bol (NED)           | 49.          |
| 14           | Nico Denz (GER)          | 102.         |
| 15           | Mark Donovan (GBR)       | 44.          |
| 16           | Leon Heinschke (GER)     | DNF          |
| 17           | Frederik Rodenberg (DEN) | DNF          |

| Intermarché-Wanty-Gobert Matériaux IWG | Intermarché-Wanty-Gobert Matériaux IWG | Intermarché-Wanty-Gobert Matériaux IWG |
| -------------------------------------- | -------------------------------------- | -------------------------------------- |
| Nr.                                    | Rytter                                 | Placering                              |
| 21                                     | Alexander Kristoff (NOR)               | 3.                                     |
| 22                                     | Aimé De Gendt (BEL)                    | 81.                                    |
| 23                                     | Tom Devriendt (BEL)                    | 76.                                    |
| 24                                     | Sven Erik Bystrøm (NOR)                | 79.                                    |
| 25                                     | Biniam Girmay (ERI)                    | 38.                                    |
| 26                                     | Barnabás Peák (HUN)                    | 80.                                    |
| 27                                     | Georg Zimmermann (GER)                 | 42.                                    |

| Bora-Hansgrohe BOH | Bora-Hansgrohe BOH     | Bora-Hansgrohe BOH |
| ------------------ | ---------------------- | ------------------ |
| Nr.                | Rytter                 | Placering          |
| 31                 | Sam Bennett (IRL)      | 1.                 |
| 32                 | Matteo Fabbro (ITA)    | 75.                |
| 33                 | Marco Haller (AUT)     | 85.                |
| 34                 | Jonas Koch (GER)       | DNF                |
| 35                 | Nils Politt (GER)      | 61.                |
| 36                 | Danny van Poppel (NED) | 5.                 |
| 37                 | Ben Zwiehoff (GER)     | 72.                |

| Bahrain Victorious TBV | Bahrain Victorious TBV  | Bahrain Victorious TBV |
| ---------------------- | ----------------------- | ---------------------- |
| Nr.                    | Rytter                  | Placering              |
| 41                     | Phil Bauhaus (GER)      | 4.                     |
| 42                     | Yukiya Arashiro (JPN)   | 66.                    |
| 43                     | Chun Kai Feng (TPE)     | DNF                    |
| 44                     | Filip Maciejuk (POL)    | 51.                    |
| 45                     | Jasha Sütterlin (GER)   | 60.                    |
| 46                     | Fred Wright (GBR)       | 40.                    |
| 47                     | Edoardo Zambanini (ITA) | 43.                    |

| UAE Team Emirates UAD | UAE Team Emirates UAD      | UAE Team Emirates UAD |
| --------------------- | -------------------------- | --------------------- |
| Nr.                   | Rytter                     | Placering             |
| 51                    | Fernando Gaviria (COL)     | 2.                    |
| 52                    | Alexys Brunel (FRA)        | 88.                   |
| 53                    | Vegard Stake Laengen (NOR) | 57.                   |
| 54                    | Maximiliano Richeze (ARG)  | 105.                  |
| 55                    | Joel Suter (SUI)           | 63.                   |
| 56                    | Oliviero Troia (ITA)       | 91.                   |

| Israel-Premier Tech IPT | Israel-Premier Tech IPT | Israel-Premier Tech IPT |
| ----------------------- | ----------------------- | ----------------------- |
| Nr.                     | Rytter                  | Placering               |
| 61                      | Giacomo Nizzolo (ITA)   | 18.                     |
| 62                      | Jenthe Biermans (BEL)   | 59.                     |
| 63                      | Matthias Brändle (AUT)  | 112.                    |
| 64                      | Alex Dowsett (GBR)      | 81.                     |
| 65                      | Tom Van Asbroeck (BEL)  | 111.                    |
| 66                      | Rick Zabel (GER)        | 65.                     |
| 67                      | Omer Goldstein (ISR)    | 55.                     |

| EF Education-EasyPost EFE | EF Education-EasyPost EFE | EF Education-EasyPost EFE |
| ------------------------- | ------------------------- | ------------------------- |
| Nr.                       | Rytter                    | Placering                 |
| 71                        | Marijn van den Berg (NED) | 15.                       |
| 72                        | Owain Doull (GBR)         | 39.                       |
| 73                        | Jens Keukeleire (BEL)     | DNF                       |
| 74                        | Hideto Nakane (JPN)       | 99.                       |
| 75                        | Jonas Rutsch (GER)        | 27.                       |
| 76                        | Julius van den Berg (NED) | 71.                       |
| 77                        | Łukasz Wiśniowski (POL)   | DNF                       |

| Uno-X Pro Cycling Team UXT | Uno-X Pro Cycling Team UXT       | Uno-X Pro Cycling Team UXT |
| -------------------------- | -------------------------------- | -------------------------- |
| Nr.                        | Rytter                           | Placering                  |
| 81                         | Niklas Larsen (DEN)              | 56.                        |
| 82                         | Anders Halland Johannessen (NOR) | 86.                        |
| 83                         | Morten Hulgaard (DEN)            | 70.                        |
| 84                         | Anders Skaarseth (NOR)           | 62.                        |
| 85                         | Syver Wærsted (NOR)              | 54.                        |
| 86                         | Jonas Gregaard (DEN)             | 73.                        |
| 87                         | Jonas Abrahamsen (NOR)           | 68.                        |

| Cofidis COF | Cofidis COF               | Cofidis COF |
| ----------- | ------------------------- | ----------- |
| Nr.         | Rytter                    | Placering   |
| 91          | Simone Consonni (ITA)     | 8.          |
| 92          | Piet Allegaert (BEL)      | 9.          |
| 93          | Davide Cimolai (ITA)      | 77.         |
| 94          | Wesley Kreder (NED)       | 78.         |
| 95          | Pierre-Luc Périchon (FRA) | 87.         |
| 96          | Alexis Renard (FRA)       | 113.        |
| 97          | Szymon Sajnok (POL)       | 115.        |

| Arkéa-Samsic ARK | Arkéa-Samsic ARK        | Arkéa-Samsic ARK |
| ---------------- | ----------------------- | ---------------- |
| Nr.              | Rytter                  | Placering        |
| 101              | Hugo Hofstetter (FRA)   | 107.             |
| 102              | Winner Anacona (COL)    | 69.              |
| 103              | Anthony Delaplace (FRA) | 31.              |
| 104              | Kévin Ledanois (FRA)    | 116.             |
| 105              | Daniel McLay (GBR)      | 16.              |
| 106              | Laurent Pichon (FRA)    | 29.              |
| 107              | Alan Riou (FRA)         | 98.              |

| AG2R Citroën Team ACT | AG2R Citroën Team ACT | AG2R Citroën Team ACT |
| --------------------- | --------------------- | --------------------- |
| Nr.                   | Rytter                | Placering             |
| 111                   | Andrea Vendrame (ITA) | 17.                   |
| 112                   | Jaakko Hänninen (FIN) | 50.                   |
| 113                   | Paul Lapeira (FRA)    | 46.                   |
| 114                   | Antoine Raugel (FRA)  | 36.                   |
| 115                   | Marc Sarreau (FRA)    | DNF                   |
| 116                   | Damien Touzé (FRA)    | 35.                   |
| 117                   | Gijs Van Hoecke (BEL) | 36.                   |

| TotalEnergies TEN | TotalEnergies TEN         | TotalEnergies TEN |
| ----------------- | ------------------------- | ----------------- |
| Nr.               | Rytter                    | Placering         |
| 121               | Niccolò Bonifazio (ITA)   | 93.               |
| 122               | Fabien Doubey (FRA)       | 20.               |
| 123               | Sandy Dujardin (FRA)      | 14.               |
| 124               | Valentin Ferron (FRA)     | 52.               |
| 125               | Christopher Lawless (GBR) | 106.              |
| 126               | Lorrenzo Manzin (FRA)     | 10.               |
| 127               | Juraj Sagan (SVK)         | 103.              |

| Lotto-Soudal LTS | Lotto-Soudal LTS                  | Lotto-Soudal LTS |
| ---------------- | --------------------------------- | ---------------- |
| Nr.              | Rytter                            | Placering        |
| 131              | Arnaud De Lie (BEL)               | 7.               |
| 132              | Thomas De Gendt (BEL)             | 74.              |
| 133              | Carlos Barbero (ESP)              | 95.              |
| 134              | Reinardt Janse van Rensburg (RSA) | 21.              |
| 135              | Filippo Conca (ITA)               | DNF              |
| 136              | Rüdiger Selig (GER)               | DNF              |
| 137              | Maxim Van Gils (BEL)              | 48.              |

| Sport Vlaanderen-Baloise SVB | Sport Vlaanderen-Baloise SVB | Sport Vlaanderen-Baloise SVB |
| ---------------------------- | ---------------------------- | ---------------------------- |
| Nr.                          | Rytter                       | Placering                    |
| 141                          | Rune Herregodts (BEL)        | 19.                          |
| 142                          | Jenno Berckmoes (BEL)        | 23.                          |
| 143                          | Alex Colman (BEL)            | 64.                          |
| 144                          | Gilles De Wilde (BEL)        | 34.                          |
| 145                          | Jens Reynders (BEL)          | 90.                          |
| 146                          | Aaron Van Poucke (BEL)       | 104.                         |
| 147                          | Sasha Weemaes (BEL)          | 89.                          |

| Trek-Segafredo TFS | Trek-Segafredo TFS   | Trek-Segafredo TFS |
| ------------------ | -------------------- | ------------------ |
| Nr.                | Rytter               | Placering          |
| 151                | Edward Theuns (BEL)  | 6.                 |
| 152                | Tony Gallopin (FRA)  | 13.                |
| 153                | Daan Hoole (NED)     | DNF                |
| 154                | Emīls Liepiņš (LAT)  | DNF                |
| 155                | Jacopo Mosca (ITA)   | 53.                |
| 156                | Simon Pellaud (SUI)  | 41.                |
| 157                | Otto Vergaerde (BEL) | 84.                |

| Bingoal Pauwels Sauces WB BWB | Bingoal Pauwels Sauces WB BWB | Bingoal Pauwels Sauces WB BWB |
| ----------------------------- | ----------------------------- | ----------------------------- |
| Nr.                           | Rytter                        | Placering                     |
| 161                           | Tom Paquot (BEL)              | 32.                           |
| 162                           | Louis Blouwe (BEL)            | 30.                           |
| 163                           | Ceriel Desal (BEL)            | 100.                          |
| 164                           | Johan Meens (BEL)             | DNF                           |
| 165                           | Laurenz Rex (BEL)             | 110.                          |
| 166                           | Quentin Venner (BEL)          | DNF                           |
| 167                           | Tom Wirtgen (LUX)             | 47.                           |

| B&B Hotels-KTM BBK | B&B Hotels-KTM BBK          | B&B Hotels-KTM BBK |
| ------------------ | --------------------------- | ------------------ |
| Nr.                | Rytter                      | Placering          |
| 171                | Pierre Barbier (FRA)        | 97.                |
| 172                | Cyril Gautier (FRA)         | 28.                |
| 173                | Jonathan Hivert (FRA)       | 45.                |
| 174                | Pierre Rolland (FRA)        | 58.                |
| 175                | Sebastian Schönberger (AUT) | 24.                |
| 176                | Jordi Warlop (BEL)          | 12.                |

| Burgos-BH BBH | Burgos-BH BBH                  | Burgos-BH BBH |
| ------------- | ------------------------------ | ------------- |
| Nr.           | Rytter                         | Placering     |
| 181           | Jetse Bol (NED)                | 26.           |
| 182           | Ángel Fuentes (ESP)            | 96.           |
| 183           | Juan Antonio López-Cózar (ESP) | 94.           |
| 184           | Alex Molenaar (NED)            | 37.           |
| 185           | Felipe Orts (ESP)              | 101.          |
| 186           | Óscar Pelegrí (ESP)            | 92.           |
| 187           | Mihkel Räim (EST)              | DNF           |

| Alpecin-Fenix AFC | Alpecin-Fenix AFC              | Alpecin-Fenix AFC |
| ----------------- | ------------------------------ | ----------------- |
| Nr.               | Rytter                         | Placering         |
| 1                 | Jasper Philipsen (BEL)         | 11.               |
| 2                 | Silvan Dillier (SUI)           | 67.               |
| 3                 | Kristian Sbaragli (ITA)        | 25.               |
| 4                 | Robert Stannard (AUS)          | 33.               |
| 5                 | Lionel Taminiaux (BEL)         | 109.              |
| 6                 | Guillaume Van Keirsbulck (BEL) | DNF               |
| 7                 | Julien Vermote (BEL)           | 108.              |

| Team DSM DSM | Team DSM DSM             | Team DSM DSM |
| ------------ | ------------------------ | ------------ |
| Nr.          | Rytter                   | Placering    |
| 11           | Marius Mayrhofer (GER)   | 83.          |
| 12           | John Degenkolb (GER)     | 22.          |
| 13           | Cees Bol (NED)           | 49.          |
| 14           | Nico Denz (GER)          | 102.         |
| 15           | Mark Donovan (GBR)       | 44.          |
| 16           | Leon Heinschke (GER)     | DNF          |
| 17           | Frederik Rodenberg (DEN) | DNF          |

| Intermarché-Wanty-Gobert Matériaux IWG | Intermarché-Wanty-Gobert Matériaux IWG | Intermarché-Wanty-Gobert Matériaux IWG |
| -------------------------------------- | -------------------------------------- | -------------------------------------- |
| Nr.                                    | Rytter                                 | Placering                              |
| 21                                     | Alexander Kristoff (NOR)               | 3.                                     |
| 22                                     | Aimé De Gendt (BEL)                    | 81.                                    |
| 23                                     | Tom Devriendt (BEL)                    | 76.                                    |
| 24                                     | Sven Erik Bystrøm (NOR)                | 79.                                    |
| 25                                     | Biniam Girmay (ERI)                    | 38.                                    |
| 26                                     | Barnabás Peák (HUN)                    | 80.                                    |
| 27                                     | Georg Zimmermann (GER)                 | 42.                                    |

| Bora-Hansgrohe BOH | Bora-Hansgrohe BOH     | Bora-Hansgrohe BOH |
| ------------------ | ---------------------- | ------------------ |
| Nr.                | Rytter                 | Placering          |
| 31                 | Sam Bennett (IRL)      | 1.                 |
| 32                 | Matteo Fabbro (ITA)    | 75.                |
| 33                 | Marco Haller (AUT)     | 85.                |
| 34                 | Jonas Koch (GER)       | DNF                |
| 35                 | Nils Politt (GER)      | 61.                |
| 36                 | Danny van Poppel (NED) | 5.                 |
| 37                 | Ben Zwiehoff (GER)     | 72.                |

| Bahrain Victorious TBV | Bahrain Victorious TBV  | Bahrain Victorious TBV |
| ---------------------- | ----------------------- | ---------------------- |
| Nr.                    | Rytter                  | Placering              |
| 41                     | Phil Bauhaus (GER)      | 4.                     |
| 42                     | Yukiya Arashiro (JPN)   | 66.                    |
| 43                     | Chun Kai Feng (TPE)     | DNF                    |
| 44                     | Filip Maciejuk (POL)    | 51.                    |
| 45                     | Jasha Sütterlin (GER)   | 60.                    |
| 46                     | Fred Wright (GBR)       | 40.                    |
| 47                     | Edoardo Zambanini (ITA) | 43.                    |

| UAE Team Emirates UAD | UAE Team Emirates UAD      | UAE Team Emirates UAD |
| --------------------- | -------------------------- | --------------------- |
| Nr.                   | Rytter                     | Placering             |
| 51                    | Fernando Gaviria (COL)     | 2.                    |
| 52                    | Alexys Brunel (FRA)        | 88.                   |
| 53                    | Vegard Stake Laengen (NOR) | 57.                   |
| 54                    | Maximiliano Richeze (ARG)  | 105.                  |
| 55                    | Joel Suter (SUI)           | 63.                   |
| 56                    | Oliviero Troia (ITA)       | 91.                   |

| Israel-Premier Tech IPT | Israel-Premier Tech IPT | Israel-Premier Tech IPT |
| ----------------------- | ----------------------- | ----------------------- |
| Nr.                     | Rytter                  | Placering               |
| 61                      | Giacomo Nizzolo (ITA)   | 18.                     |
| 62                      | Jenthe Biermans (BEL)   | 59.                     |
| 63                      | Matthias Brändle (AUT)  | 112.                    |
| 64                      | Alex Dowsett (GBR)      | 81.                     |
| 65                      | Tom Van Asbroeck (BEL)  | 111.                    |
| 66                      | Rick Zabel (GER)        | 65.                     |
| 67                      | Omer Goldstein (ISR)    | 55.                     |

| EF Education-EasyPost EFE | EF Education-EasyPost EFE | EF Education-EasyPost EFE |
| ------------------------- | ------------------------- | ------------------------- |
| Nr.                       | Rytter                    | Placering                 |
| 71                        | Marijn van den Berg (NED) | 15.                       |
| 72                        | Owain Doull (GBR)         | 39.                       |
| 73                        | Jens Keukeleire (BEL)     | DNF                       |
| 74                        | Hideto Nakane (JPN)       | 99.                       |
| 75                        | Jonas Rutsch (GER)        | 27.                       |
| 76                        | Julius van den Berg (NED) | 71.                       |
| 77                        | Łukasz Wiśniowski (POL)   | DNF                       |

| Uno-X Pro Cycling Team UXT | Uno-X Pro Cycling Team UXT       | Uno-X Pro Cycling Team UXT |
| -------------------------- | -------------------------------- | -------------------------- |
| Nr.                        | Rytter                           | Placering                  |
| 81                         | Niklas Larsen (DEN)              | 56.                        |
| 82                         | Anders Halland Johannessen (NOR) | 86.                        |
| 83                         | Morten Hulgaard (DEN)            | 70.                        |
| 84                         | Anders Skaarseth (NOR)           | 62.                        |
| 85                         | Syver Wærsted (NOR)              | 54.                        |
| 86                         | Jonas Gregaard (DEN)             | 73.                        |
| 87                         | Jonas Abrahamsen (NOR)           | 68.                        |

| Cofidis COF | Cofidis COF               | Cofidis COF |
| ----------- | ------------------------- | ----------- |
| Nr.         | Rytter                    | Placering   |
| 91          | Simone Consonni (ITA)     | 8.          |
| 92          | Piet Allegaert (BEL)      | 9.          |
| 93          | Davide Cimolai (ITA)      | 77.         |
| 94          | Wesley Kreder (NED)       | 78.         |
| 95          | Pierre-Luc Périchon (FRA) | 87.         |
| 96          | Alexis Renard (FRA)       | 113.        |
| 97          | Szymon Sajnok (POL)       | 115.        |

| Arkéa-Samsic ARK | Arkéa-Samsic ARK        | Arkéa-Samsic ARK |
| ---------------- | ----------------------- | ---------------- |
| Nr.              | Rytter                  | Placering        |
| 101              | Hugo Hofstetter (FRA)   | 107.             |
| 102              | Winner Anacona (COL)    | 69.              |
| 103              | Anthony Delaplace (FRA) | 31.              |
| 104              | Kévin Ledanois (FRA)    | 116.             |
| 105              | Daniel McLay (GBR)      | 16.              |
| 106              | Laurent Pichon (FRA)    | 29.              |
| 107              | Alan Riou (FRA)         | 98.              |

| AG2R Citroën Team ACT | AG2R Citroën Team ACT | AG2R Citroën Team ACT |
| --------------------- | --------------------- | --------------------- |
| Nr.                   | Rytter                | Placering             |
| 111                   | Andrea Vendrame (ITA) | 17.                   |
| 112                   | Jaakko Hänninen (FIN) | 50.                   |
| 113                   | Paul Lapeira (FRA)    | 46.                   |
| 114                   | Antoine Raugel (FRA)  | 36.                   |
| 115                   | Marc Sarreau (FRA)    | DNF                   |
| 116                   | Damien Touzé (FRA)    | 35.                   |
| 117                   | Gijs Van Hoecke (BEL) | 36.                   |

| TotalEnergies TEN | TotalEnergies TEN         | TotalEnergies TEN |
| ----------------- | ------------------------- | ----------------- |
| Nr.               | Rytter                    | Placering         |
| 121               | Niccolò Bonifazio (ITA)   | 93.               |
| 122               | Fabien Doubey (FRA)       | 20.               |
| 123               | Sandy Dujardin (FRA)      | 14.               |
| 124               | Valentin Ferron (FRA)     | 52.               |
| 125               | Christopher Lawless (GBR) | 106.              |
| 126               | Lorrenzo Manzin (FRA)     | 10.               |
| 127               | Juraj Sagan (SVK)         | 103.              |

| Lotto-Soudal LTS | Lotto-Soudal LTS                  | Lotto-Soudal LTS |
| ---------------- | --------------------------------- | ---------------- |
| Nr.              | Rytter                            | Placering        |
| 131              | Arnaud De Lie (BEL)               | 7.               |
| 132              | Thomas De Gendt (BEL)             | 74.              |
| 133              | Carlos Barbero (ESP)              | 95.              |
| 134              | Reinardt Janse van Rensburg (RSA) | 21.              |
| 135              | Filippo Conca (ITA)               | DNF              |
| 136              | Rüdiger Selig (GER)               | DNF              |
| 137              | Maxim Van Gils (BEL)              | 48.              |

| Sport Vlaanderen-Baloise SVB | Sport Vlaanderen-Baloise SVB | Sport Vlaanderen-Baloise SVB |
| ---------------------------- | ---------------------------- | ---------------------------- |
| Nr.                          | Rytter                       | Placering                    |
| 141                          | Rune Herregodts (BEL)        | 19.                          |
| 142                          | Jenno Berckmoes (BEL)        | 23.                          |
| 143                          | Alex Colman (BEL)            | 64.                          |
| 144                          | Gilles De Wilde (BEL)        | 34.                          |
| 145                          | Jens Reynders (BEL)          | 90.                          |
| 146                          | Aaron Van Poucke (BEL)       | 104.                         |
| 147                          | Sasha Weemaes (BEL)          | 89.                          |

| Trek-Segafredo TFS | Trek-Segafredo TFS   | Trek-Segafredo TFS |
| ------------------ | -------------------- | ------------------ |
| Nr.                | Rytter               | Placering          |
| 151                | Edward Theuns (BEL)  | 6.                 |
| 152                | Tony Gallopin (FRA)  | 13.                |
| 153                | Daan Hoole (NED)     | DNF                |
| 154                | Emīls Liepiņš (LAT)  | DNF                |
| 155                | Jacopo Mosca (ITA)   | 53.                |
| 156                | Simon Pellaud (SUI)  | 41.                |
| 157                | Otto Vergaerde (BEL) | 84.                |

| Bingoal Pauwels Sauces WB BWB | Bingoal Pauwels Sauces WB BWB | Bingoal Pauwels Sauces WB BWB |
| ----------------------------- | ----------------------------- | ----------------------------- |
| Nr.                           | Rytter                        | Placering                     |
| 161                           | Tom Paquot (BEL)              | 32.                           |
| 162                           | Louis Blouwe (BEL)            | 30.                           |
| 163                           | Ceriel Desal (BEL)            | 100.                          |
| 164                           | Johan Meens (BEL)             | DNF                           |
| 165                           | Laurenz Rex (BEL)             | 110.                          |
| 166                           | Quentin Venner (BEL)          | DNF                           |
| 167                           | Tom Wirtgen (LUX)             | 47.                           |

| B&B Hotels-KTM BBK | B&B Hotels-KTM BBK          | B&B Hotels-KTM BBK |
| ------------------ | --------------------------- | ------------------ |
| Nr.                | Rytter                      | Placering          |
| 171                | Pierre Barbier (FRA)        | 97.                |
| 172                | Cyril Gautier (FRA)         | 28.                |
| 173                | Jonathan Hivert (FRA)       | 45.                |
| 174                | Pierre Rolland (FRA)        | 58.                |
| 175                | Sebastian Schönberger (AUT) | 24.                |
| 176                | Jordi Warlop (BEL)          | 12.                |

| Burgos-BH BBH | Burgos-BH BBH                  | Burgos-BH BBH |
| ------------- | ------------------------------ | ------------- |
| Nr.           | Rytter                         | Placering     |
| 181           | Jetse Bol (NED)                | 26.           |
| 182           | Ángel Fuentes (ESP)            | 96.           |
| 183           | Juan Antonio López-Cózar (ESP) | 94.           |
| 184           | Alex Molenaar (NED)            | 37.           |
| 185           | Felipe Orts (ESP)              | 101.          |
| 186           | Óscar Pelegrí (ESP)            | 92.           |
| 187           | Mihkel Räim (EST)              | DNF           |